# Voorste Vliet
De Voorste Vliet is een vliet in Werkendam. Het watertje liep oorspronkelijk vanaf de Kerkewiel tot aan de Vervoorne Molen en werd ook wel Bansvliet genoemd. Vandaag de dag is de vliet op meerdere plaatsen opgebroken en omgeleid - alleen het gedeelte binnen de bebouwde kom van Werkendam wordt nog Voorste Vliet genoemd. 
Een vliet is in oorsprong altijd een natuurlijke waterloop, een overblijfsel van een rivier. De Voorste Vliet wordt in oude documenten ook wel Oude Wercke genoemd, en vormt dus waarschijnlijk een overblijfsel van het riviertje De Werken, die de naamgever vormt van zowel Werkendam als De Werken.